# Göynük

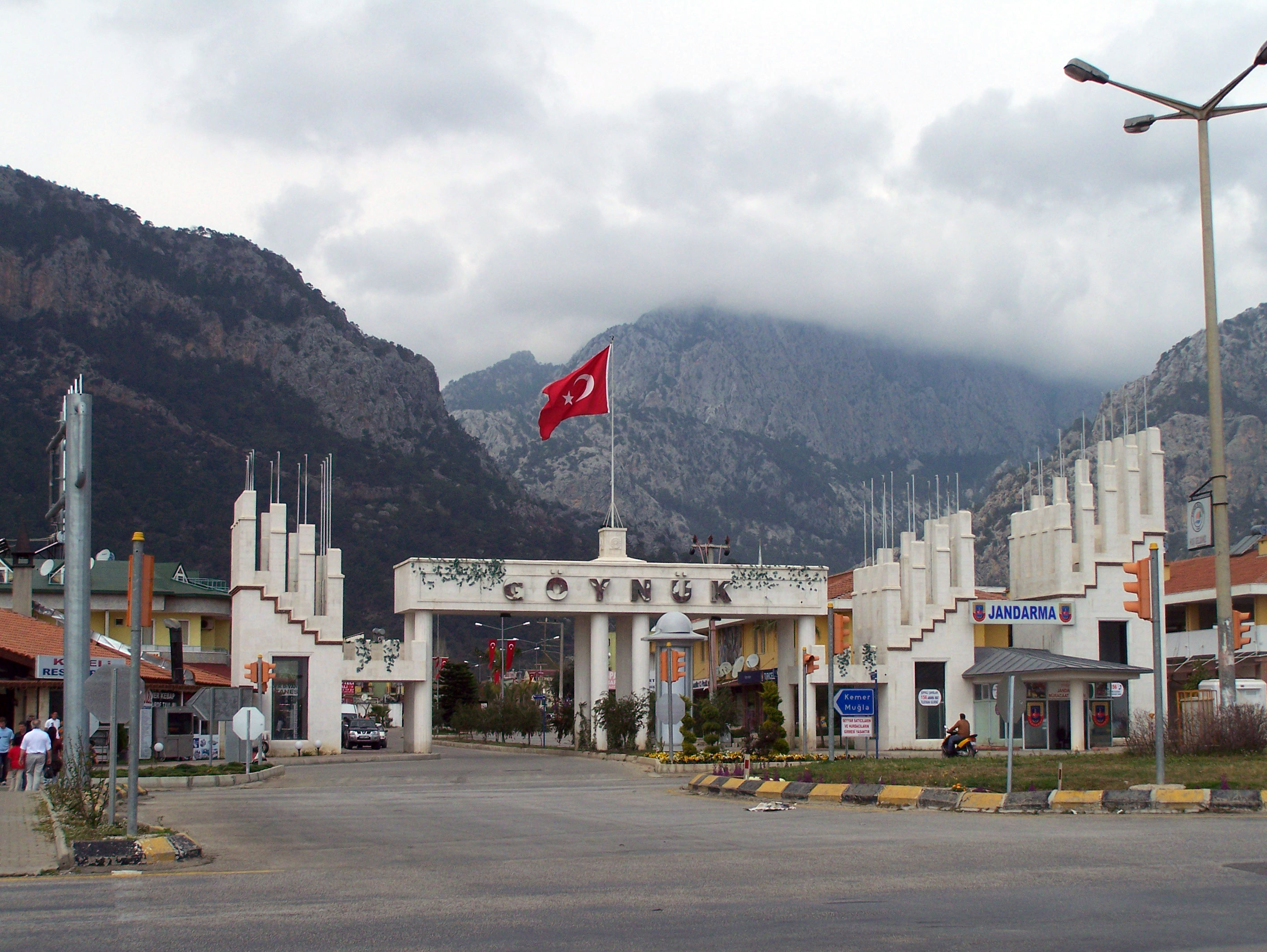
Brama wjazdowa do miasta

Göynük – miasto w południowo-zachodniej Turcji, w dystrykcie Kemer, w prowincji Antalya, nad Morzem Śródziemnym.
Znana miejscowość wypoczynkowa na Riwierze Tureckiej. Każdego roku Göynük odwiedza kilkadziesiąt tysięcy turystów, głównie Rosjan i Polaków.
Dawniej Göynük było dzielnicą Kemer, lecz 15 października 1971 roku uzyskała status wsi, aby następnie 30 listopada 1992 roku otrzymać status gminy. Współczesne granice miasta zostały zatwierdzone przez Wielkie Zgromadzenie Narodowe Turcji na mocy Ustawy nr 6360 z dnia 12 listopada 2012 roku.
Według stanu na 2021 rok, obszar miasta o powierzchni 4,76 km² zamieszkuje 7416 osób.

## Geografia
Göynük leży na półokrągłej równinie rozciągającej się od Beldibi do Kemer. Miasto znajduje się 9 km na zachód od miasta Kemer, które znajduje się w południowo-zachodniej części Antalyi, 35 km od stolicy prowincji.

## Historia
Najstarsza zapisana historia regionu sięga 690 roku p.n.e., kiedy to region został zdominowany przez ludność anatolijską. O region toczyły się notoryczne walki, ze względu na obecność na tym obszarze żyznej gleby.
Teren dzisiejszego Göynük był szlakiem handlowym zwanym Starą Drogą łączącym region z Pisidią, Termessos i Attelią (Antalya). W XI wieku turkmeńscy koczownicy ożywili tę drogę, wykorzystując ją do zejścia na wybrzeże, aby później założyć Göynük jako ich niewielką osadę w sąsiedztwie Kemeru.

## Demografia
Göynük jest najgęściej zaludnionym miastem dystryktu po centralnym mieście Kemer.
| Rozwój demograficzny Göynük: | Rozwój demograficzny Göynük: |
| ---------------------------- | ---------------------------- |
| 2021                         | 7.416                        |
| 2019                         | 7.337                        |
| 2017                         | 6.712                        |
| 2015                         | 9.747                        |
| 2013                         | 9.311                        |
| 2010                         | 6.037                        |
| 2008                         | 6.401                        |
| 2000                         | 10.119                       |
| 1997                         | 4.530                        |
| 1990                         | 4.266                        |

Göynük w liczbach
- Położenie Göynük – szerokość geograficzna: 36°40′N, długość geograficzna: 30°33′E
- Powierzchnia miasta – 4,76 km²
- Liczba mieszkańców – 7.416 (dane z 2021), w tym:
  - kobiet: 3.575
  - mężczyzn: 3.841[9]
- Gęstość zaludnienia: 1558,0 os./km²

## Atrakcje turystyczne
Główne Atrakcje
- Kanion Göynük

Inne Atrakcje
- Park Republikański
- Park Jurajski „Dinopark Antalya”
- Plac im. Yilmaza Turkeri
- bazar
- plaża

## Turystyka i dojazd
Göynük jest typowo turystycznym kurortem, a turystyka stanowi dla jego mieszkańców ważne źródło utrzymania. W samym mieście znajduje się plaża żwirkowo-kamienista oznaczona błękitną flagą. Göynük charakteryzuje się dobrą infrastrukturą turystyczną, oferuje możliwość uprawiania sportów wodnych.
Do najważniejszych ulic w mieście należy ulica Sakıp Sabancı Cd., przy której znajduje się większość kurortów, natomiast główną ulicą miasta jest Cumhuriyet Cd. To na tej ulicy znajdziemy większość sklepów, barów i restauracji.
50 km od centrum miasta znajduje się Port lotniczy Antalya. W Göynük kursują autobusy, którymi można przedostać się do okolicznych miast i wsi. Mieszkańcy korzystają również z dworca autobusowego w Kemer, skąd można dojechać do większych miast, takich jak Antalya, Belek, Side czy Camyuva.

## Edukacja
W granicach miasta znajduje się sześć ośrodków edukacyjnych:
- Przedszkole Göynük Ahu Aysal
- Szkoła podstawowa Atatürk Primary School
- Szkoła podstawowa Göynük İlkokulu
- Liceum Göynük Fen Lisesi
- Liceum Göynük Ünal Aysal
- Szkoła zawodowa Akdeniz

## Miasta partnerskie
- Dormagen